# Spokojny Amerykanin (film 1963)
Spokojny Amerykanin (ang. The Ugly American) − amerykański dramat filmowy z 1963 roku w reżyserii George'a Englunda. Scenariusz powstał na podstawie powieści Eugene'a Burdicka i Williama Lederera.

## Obsada
- Marlon Brando − Ambasador Harrison Carter MacWhite
- Eiji Okada − Deong
- Sandra Church − Marion MacWhite
- Pat Hingle − Homer Atkins
- Arthur Hill − Grainger
- Jocelyn Brando − Emma Atkins
- Kukrit Pramoj − Premier Kwen Sai
- Judson Pratt − Joe Bing
- Reiko Sato − Rachani, żona Deonga
- George Shibata − Munsang
- Judson Laire − Senator Brenner
- Philip Ober − Ambasador Sears

## Nagrody i nominacje
21. ceremonia wręczenia Złotych Globów
- Najlepszy aktor dramatyczny − Marlon Brando (nominacja)
- Najlepsza reżyseria − George Englund (nominacja)